# Naturreservatet Rödbergets domänreservat
Naturreservatet Rödbergets domänreservat este o arie protejată (arie specială de conservare — SAC, sit de importanță comunitară — SCI) din Suedia întinsă pe o suprafață de 634,3 ha, integral pe uscat.

## Localizare
Centrul sitului Naturreservatet Rödbergets domänreservat este situat la coordonatele 61°35′11″N 13°51′24″E / 61.5865°N 13.8566°E.

## Înființare
Situl Naturreservatet Rödbergets domänreservat a fost declarat sit de importanță comunitară în decembrie 1995 pentru a proteja un număr necunoscut de specii din flora spontană și fauna sălbatică aflate în arealul zonei. Situl a fost protejat și ca arie specială de conservare în martie 2011.

## Biodiversitate
Situată în ecoregiunea boreală, aria protejată conține 5 habitate naturale: Pajiști alpine și boreale, Păduri nordice subalpine/subarctice cu Betula pubescens ssp. czerepanovii, Mlaștini împădurite, Taiga vestică, Mlaștini turboase de tranziție și turbării mișcătoare.
La baza desemnării sitului se află un număr nedeclarat de specii protejate.